# Day of the Dead (album)
Day of the Dead è il quarto album in studio del gruppo musicale nu metal statunitense Hollywood Undead, pubblicato nel marzo 2015.

## Tracce
Edizione standard
1. Usual Suspects – 3:44
2. How We Roll – 4:45
3. Day of the Dead – 3:55
4. War Child – 3:58
5. Dark Places – 4:39
6. Take Me Home – 3:48
7. Gravity – 3:19
8. Does Everybody in the World Have to Die – 3:17
9. Disease – 3:31
10. Party by Myself – 4:10
11. Live Forever – 3:40
12. Save Me – 3:27

Tracce bonus edizione deluxe
1. Guzzle, Guzzle – 3:39
2. I'll Be There – 4:01
3. Let Go – 4:16

## Formazione
- Daniel "Danny" Murillo – voce, tastiere, chitarra
- Jordon "Charlie Scene" Terrell – voce, chitarra
- Jorel "J-Dog" Decker – voce, chitarra, basso, tastiere, sintetizzatore
- George "Johnny 3 Tears" Ragan – voce, basso
- Dylan "Funny Man" Alvarez – voce
- Matthew "Da Kurlzz" Busek – voce, cori, batteria, percussioni

## Classifiche
| Classifica (2015) | Posizione massima |
| ----------------- | ----------------- |
| Stati Uniti       | 18                |